# Caroline Guérin
Caroline Guérin, née le 26 juin 1983, est une actrice française.

## Biographie
Elle fait du théâtre depuis l’âge de 10 ans. Parallèlement à sa licence d’arts du spectacle à la Faculté de Nanterre (1992), elle a intégré le cours Florent. Elle a aussi monté une pièce de théâtre et travaille sur l’adaptation d’une nouvelle de Milan Kundera. Le réalisateur Étienne Faure lui offre le premier rôle féminin dans la foulée de son second long-métrage de fiction, Des illusions, sorti en 2009. La jeune actrice est surtout connue pour son personnage Daphné de la série Cœur Océan.

## Filmographie
- 2006 - 2008 : Cœur Océan, série TV, Daphné
- 2008 : Où es-tu, téléfilm de Miguel Courtois
- 2008 : Contre Nature, court-métrage de Julien Despaux
- 2008 : Des illusions, film de Étienne Faure
- 2006 : Femmes de loi, série TV (1 épisode)
- 2013 : Joséphine, ange gardien, épisode 68, Restons Zen, Romane

## Théâtre
- Les Enfants de E. Bond (mise en scène de Jehanne Gascouin)
- Monsieur de Sotenville
- Georges Dandin
- Hedda Gabler
- Antonio et Viola
- La Nuit des rois, au lycée Montesquieu d'Herblay (Val-d'Oise)